# 턱끝근
턱끝근  또는 이근은 턱끝 부위에 있는 얼굴 근육 가운데 하나이다. 아래턱뼈의 앞니 오목에서 일어나 턱끝에서 오목하게 들어가는 피부로 붙는다. 턱끝의 피부를 올리고 주름이 접히게 하여서 '삐죽삐죽한 근육'이라고도 불린다.

## 구조
턱끝근은 아래턱뼈 부근의 턱끝융기에서 비롯된다. 아래턱의 연조직과 피부에 삽입된다.